# Cayuga (Indiana)
La ville de Cayuga est située dans le comté de Vermillion, situé dans l'Indiana, aux États-Unis. Lors du recensement de 2010, sa population s’élevait à 1 162 habitants.

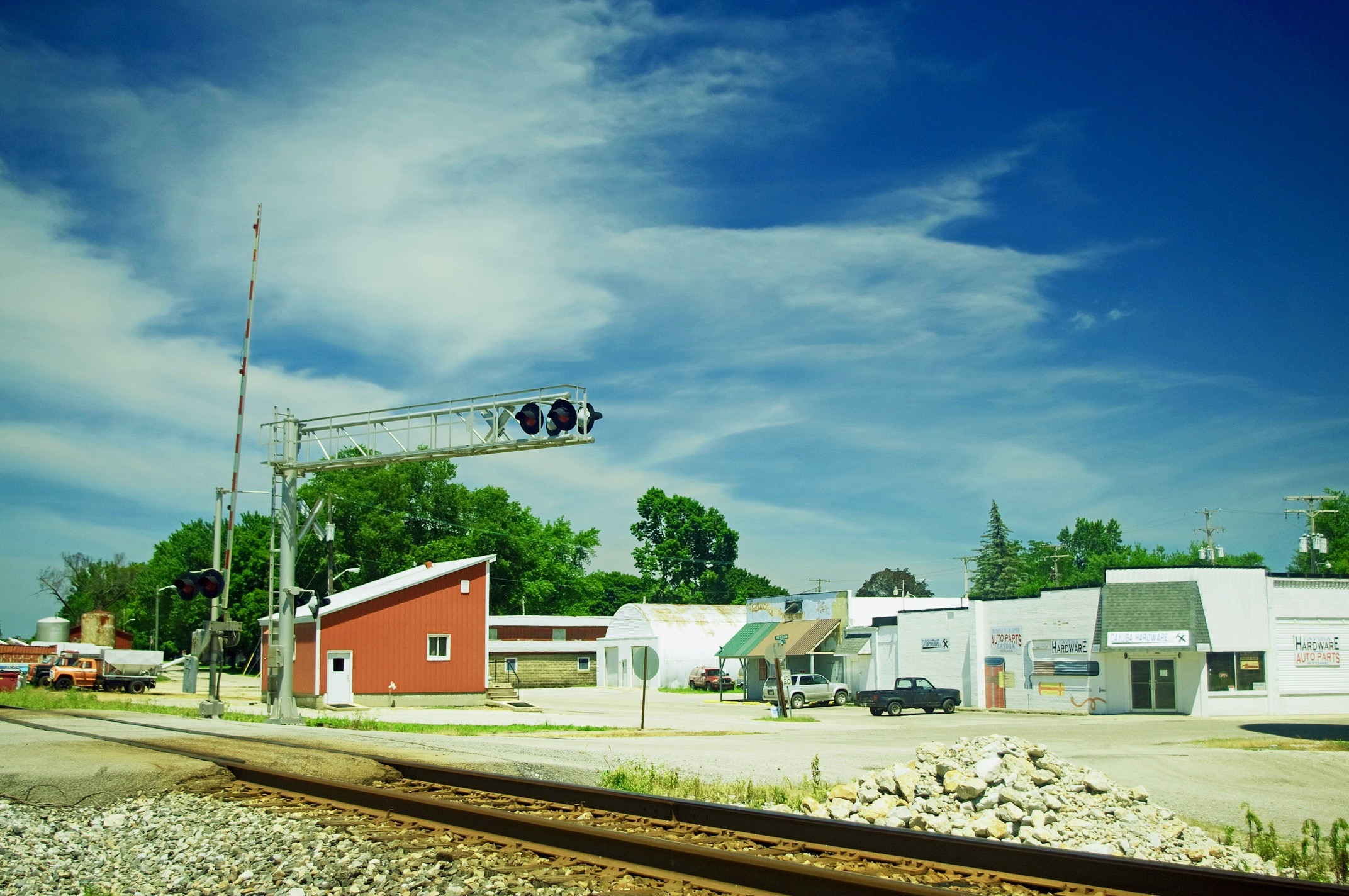
Entreprises le long de la rue Patterson

## Démographie
| Groupe            | Cayuga | Indiana | États-Unis |
| ----------------- | ------ | ------- | ---------- |
| Blancs            | 97,8   | 84,3    | 72,4       |
| Métis             | 1,2    | 2,0     | 2,9        |
| Amérindiens       | 0,5    | 0,3     | 0,9        |
| Autres            | 0,3    | 2,7     | 6,4        |
| Afro-Américains   | 0,2    | 9,1     | 12,6       |
| Asiatiques        | 0,1    | 1,6     | 4,8        |
| Total             | 100    | 100     | 100        |
|                   |        |         |            |
| Latino-Américains | 0,5    | 6,0     | 16,7       |

Selon l'American Community Survey, pour la période 2011-2015, 100 % de la population âgée de plus de 5 ans déclare parler anglais à la maison.